# Жлијебац
Жлијебац је насељено мјесто у општини Братунац, Република Српска, БиХ. Према попису становништва из 2013. у насељу је живјело 242 становника.

## Географија
Обухвата подручје од 1.114 хектара.

## Становништво
|             | 2013.        | 1991.        | 1981.        | 1971.        | 1961.        |
| Укупно      | 242 (100,0%) | 380 (100,0%) | 584 (100,0%) | 772 (100,0%) | 882 (100,0%) |
| Срби        | 241 (99,59%) | 376 (98,95%) | 576 (98,63%) | 759 (98,32%) | –            |
| Непознато   | 1 (0,413%)   | –            | –            | –            | –            |
| Југословени | –            | 2 (0,526%)   | 5 (0,856%)   | –            | –            |
| Остали      | –            | 2 (0,526%)   | 3 (0,514%)   | 1 (0,130%)   | –            |
| Црногорци   | –            | –            | –            | 11 (1,425%)  | –            |
| Бошњаци     | –            | –            | –            | 1 (0,130%)1  | –            |

1. 1 На пописима од 1971. до 1991. Бошњаци су пописивани углавном као Муслимани.